# Дома 1177 км
 Дома 1177 км  — населенный пункт в Глазовском районе Удмуртии в составе  сельского поселения Октябрьское.

## География
Находится на расстоянии примерно 11 км на восток-юго-восток по прямой от центра района города Глазов у железнодорожной линии Киров-Пермь. 

## История
Известен с 1980 года. 

## Население
Постоянное население  составляло 3 человека (удмурты 100%) в 2002 году, 4 в 2012.